# جي. سي. بانكس
جي. سي. بانكس (بالإنجليزية: J. C. Banks)‏ هو لاعب كرة قدم أمريكي في مركز الهجوم، ولد في 24 أغسطس 1989 في ميلواكي في الولايات المتحدة. لعب مع Rochester Rhinos ‏.